# Cerneliv-Ruskîi
Cerneliv-Ruskîi (în ucraineană Чернелів-Руський) este localitatea de reședință a comunei Cerneliv-Ruskîi din raionul Ternopil, regiunea Ternopil, Ucraina.

## Demografie
Componența lingvistică a localității Cerneliv-Ruskîi
     Ucraineană (99,74%)
     Alte limbi (0,26%)
Conform recensământului din 2001, majoritatea populației localității Cerneliv-Ruskîi era vorbitoare de ucraineană (99,74%), existând în minoritate și vorbitori de alte limbi.